# 岸电

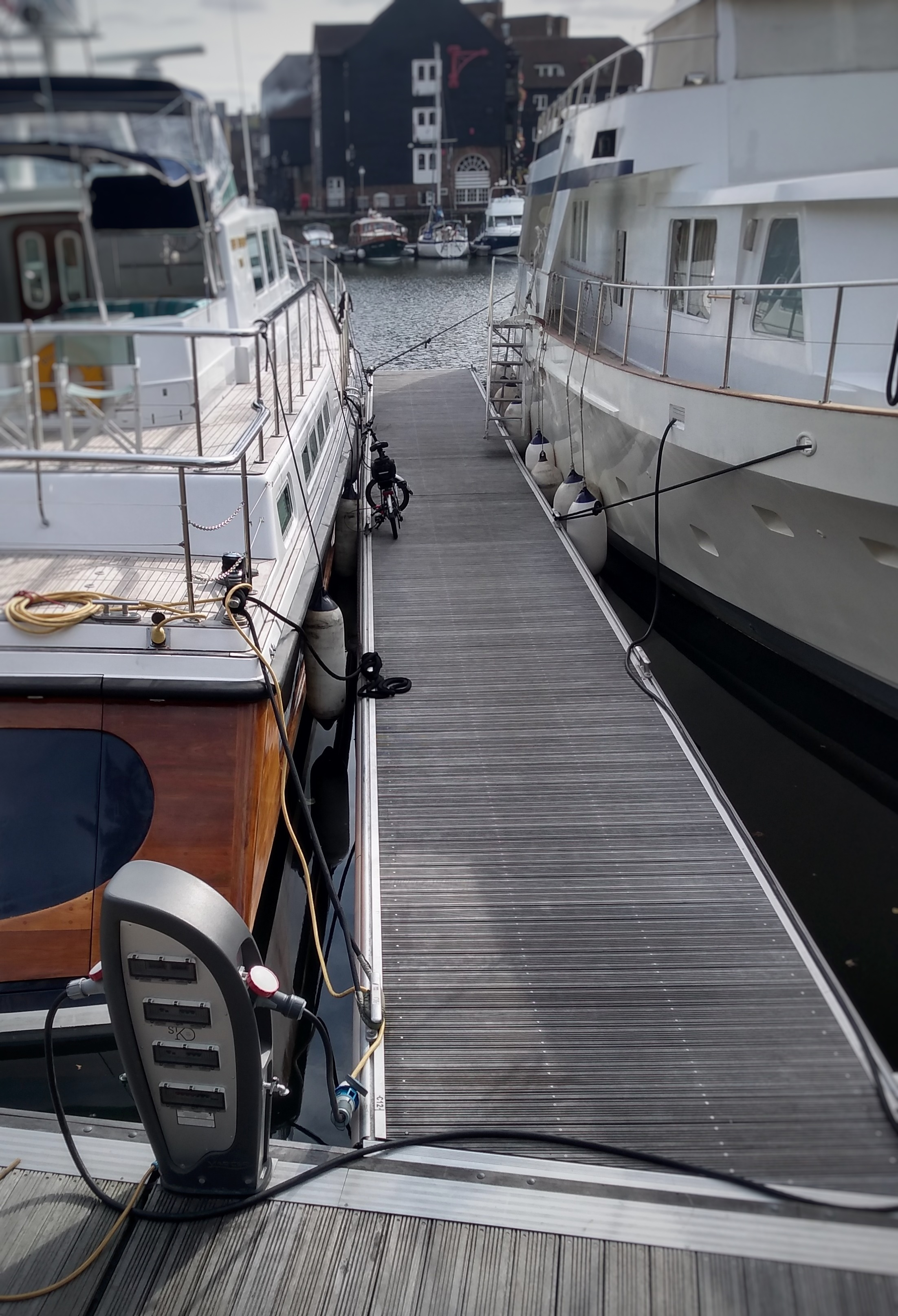
船舶正在使用岸電

岸电是指当停泊的船舶的主引擎和辅助引擎关闭时，向停泊船隻提供電力之岸边設施。岸边設施的電力来源可能是电力公司的电网电力，也可能是发电机。这些发电机可能由柴油或风能、太阳能等可再生能源供电。
岸电可以节省船舶的燃料消耗、減少由船舶消耗燃料所排放的廢氣、減少船舶引擎噪音，否则船舶停泊在港口时啟動引擎時會消耗燃料，並出現空气污染。有些港口可能會制定要求船舶停泊時必需使用岸电的措施。